# Zr.Ms. Berkel (1861)
De Zr.Ms. Berkel was een Nederlands schroefstoomschip van de vierde klasse, een stoomflottille-vaartuig met werktuigen van lage druk, dat was gebouwd om dienst te doen in Nederlands-Indië. Op 1 januari 1861 werd het schip in dienst genomen bij de Nederlandse marine. 1 mei 1861 vertrok het schip van Hellevoetsluis richting Nederlands-Indië waar het op 12 september 1861 in Batavia aankwam.